# Nymphonella tapetis
Nymphonella tapetis är en havsspindelart som beskrevs av Ohshima, H. 1927. Nymphonella tapetis ingår i släktet Nymphonella och familjen Ammotheidae. Inga underarter finns listade i Catalogue of Life.